# King Cetshwayo
King Cetshwayo – dystrykt w Republice Południowej Afryki, w prowincji KwaZulu-Natal. Siedzibą administracyjną dystryktu jest Richards Bay.
Dystrykt dzieli się na gminy:
- uMfolozi
- uMhlathuze
- Ntambanana
- uMlalazi
- Mthonjaneni
- Nkandla